# Мубарак-шах
Мубарак-шах (умро 1276) је био син Кара-Хулагуа, унука и наследника кана Чагатаја, сина Џингис-кана. Био је чагатајски кан у два наврата (1252—1260) и (1266). Први је чагатајски кан који је примио ислам.

## Чагатајски кан
Пошто је био млад у тренутку доласка на престо уместо њега је владала мајка Органа. У том периоду Чагатајски канат је обухватао Трансоксијану и средњу Азију укључујући и област настањену узбечким Татарима. У пролеће 1253. године, на малом курултају, који је сазвао Монгке-кан, Чагатајеви наследници су лишени поседа, тј. Чагатајски канат је био подређен Великом Кану у Монголији. Канат није имао довољно снаге да се одупре, па је одлуке курултаја прихватио као свршен чин. Године 1255. кроз Трансоксијану је прошла огромна војска предвођена Хулагу-каном, крећући се према југозападу. Органа га је наводно срдачно дочекала. Мубарак-шах је негде у овом периоду примио ислам, поставши тако први чагатајски кан те вере.
Године 1260. Арик Боке се прогласио за Великог Кана, поставивши Алгуа на место чагатајског кана. Алгу је напредовао врло брзо и до 1261. године је потпуно преузео власт у земљи. Када је Алгу ушао у сукоб са Арик Бокеом, Органа је подржала Великог Кана, који је успео да сломи непослушног вазала. Мубарак-шах је награђен повратком на место чагатајског кана 1266. године, али његова власт није потрајала. Наиме, Арик Боке је поражен, а врховну власт у Монголском царству преузео је Кублај-кан, који је Барак-кана поставио за чагатајског кана. Мубарак-шах се потом окреће Бараковом непријатељу Каидуу, али се они убрзо споразумевају.

## Краљ Караунаца и смрт
У тако тешкој ситуацији Мубарак-шах је био приморан да 1271. године бежи у Персију, где га илкан Абака поставља за вођу Караунаца. Може се претпоставити да су Караунци били становници Макрана, области која се од Индије простире према Персијском заливу. Само значење имена овог народа је људи мешане расе. Марко Поло, наиме, наводи да је Абакин брат, Ахмед-кан, око 1260. године освојио Пенџаб, где су се његови војници помешали са индијским женама, створивши овај пљачкашки народ. Даље наводи и да су припадници овог народа користили црну магију и да су њихове пљачке биле најучесталије у зиму на трговачком путу од Кермана до Ормуза. У то доба би се, наводно, трговци скупљали у Ормузу, који су, чекајући оне који долазе из Индије, своје коње и мазге слали на испашу у плодну равницу између ова два града. Караунци, пошто су знали за ово, уграбили би прилику за општу пљачку, а оне који су платили стоку, ако нису имали за откуп, одводили би у робље.
Мубарак-шах је у служби илкана ратовао у Хорасану против своје доскорашње домовине. Најпосле се побунио и био убијен 1276. године. Марко Поло спомиње за новог краља Караунаца особу под именом Коробар.

## Породично стабло
|  |                                |  |  |  |  |  |  |  |  |  |  |  |  |  |  |  |
|  | 16. Џингис-кан, Велики Кан     |  |  |  |  |  |  |  |  |  |  |  |  |  |  |  |
|  |                                |  |  |  |  |  |  |  |  |  |  |  |  |  |  |  |
|  |                                |  |  |  |  |  |  |  |  |  |  |  |  |  |  |  |
|  | 8. Чагатај, чагатајски кан     |  |  |  |  |  |  |  |  |  |  |  |  |  |  |  |
|  |                                |  |  |  |  |  |  |  |  |  |  |  |  |  |  |  |
|  |                                |  |  |  |  |  |  |  |  |  |  |  |  |  |  |  |
|  | 17. Борте                      |  |  |  |  |  |  |  |  |  |  |  |  |  |  |  |
|  |                                |  |  |  |  |  |  |  |  |  |  |  |  |  |  |  |
|  |                                |  |  |  |  |  |  |  |  |  |  |  |  |  |  |  |
|  | 4. Мутуген                     |  |  |  |  |  |  |  |  |  |  |  |  |  |  |  |
|  |                                |  |  |  |  |  |  |  |  |  |  |  |  |  |  |  |
|  |                                |  |  |  |  |  |  |  |  |  |  |  |  |  |  |  |
|  | 2. Кара-Хулагу, чагатајски кан |  |  |  |  |  |  |  |  |  |  |  |  |  |  |  |
|  |                                |  |  |  |  |  |  |  |  |  |  |  |  |  |  |  |
|  |                                |  |  |  |  |  |  |  |  |  |  |  |  |  |  |  |
|  | 5. Ебускун                     |  |  |  |  |  |  |  |  |  |  |  |  |  |  |  |
|  |                                |  |  |  |  |  |  |  |  |  |  |  |  |  |  |  |
|  |                                |  |  |  |  |  |  |  |  |  |  |  |  |  |  |  |
|  | 1. Мубарак-шах                 |  |  |  |  |  |  |  |  |  |  |  |  |  |  |  |
|  |                                |  |  |  |  |  |  |  |  |  |  |  |  |  |  |  |
|  |                                |  |  |  |  |  |  |  |  |  |  |  |  |  |  |  |
|  | 3. Органа-катун                |  |  |  |  |  |  |  |  |  |  |  |  |  |  |  |
|  |                                |  |  |  |  |  |  |  |  |  |  |  |  |  |  |  |
|  |                                |  |  |  |  |  |  |  |  |  |  |  |  |  |  |  |